# فرودگاه کیتادایتو
 فرودگاه کیتادایتو (به انگلیسی: Kitadaito Airport) یک فرودگاه همگانی با کد یاتا KTD است که یک باند فرود آسفالت بتن دارد و طول باند آن ۱۵۰۰ متر است. این فرودگاه در کشور ژاپن قرار دارد .